# Algot Söderström
Johan Algot Eriksson Söderström, egentligen Eriksson och från 1947 Munksäter, född 7 februari 1886 i Steneby församling i Älvsborgs län, död 4 juni 1975 i Västerleds församling i Stockholm, var en svensk journalist, verksam i Stockholm.

## Biografi
Han var född som så kallad oäkta son till Erik Magnus Jansson och Hilda Marie Johannesdotter. Modern gifte sig 1888 med arbetaren Johannes Andersson Söderström vid Långeds fabrik i Dingelvik.
Söderström är känd som manusförfattare till filmen Två bröder, en av de allra första filmerna att totalförbjudas av den svenska filmcensuren. Söderström själv överklagade detta beslut vilket dock fastställdes av civilminister Axel Schotte. Påföljande år meddelade Söderström att han avsåg att skriva en bok om "filmens förhållande till konsten". Denna blev aldrig förverkligad, men av samtida pressrapporter framgår att Söderström under planeringen av boken gjorde ambitiösa studieresor till olika filmstudior i Europa.
Algot Söderström var 1914–1915 gift med gymnastikdirektören Ingrid Oterdahl (1886–1986), dotter till Philip Oterdahl och syster till Jeanna Oterdahl. Tillsammans med henne fick han sonen Clas Oterdahl (1914–1957), läkare och en kort tid gift med Eva Engdahl. Sedan var han 1917–1948 gift med Anna Marie Andreassen Gjertsen (1894–1973) född i Norge, samt från 1955 med Viola Hedström, född Nordin (Nordén) (1907–1987).

## Filmmanus
- 1912 – Två bröder

### Fotnoter
1. ↑  Rotemannen, CD-ROM, Sveriges Släktforskarförbund/Stockholms Stadsarkiv (2012).
2. ↑  Uppgifter från Äktenskapsregistret
3. ↑  Sveriges dödbok 1901–2013
4. ↑  Steneby kyrkoarkiv, Husförhörslängder